# Décollage
Il décollage è una tecnica artistica che consiste nel procedimento opposto al collage per cui, invece di aggiungere degli elementi all'opera, si parte da un oggetto artistico dal quale vengono staccate delle parti.
Tra i primi sperimentatori di questa tecnica furono Mimmo Rotella, Wolf Vostell, François Dufrêne, Raymond Hains, Jacques Villeglé. Vi sono opinioni discordanti su chi sia stato il primo ad utilizzarla, ma il dualismo verte tra i due capisaldi di tale sperimentazione Neo-Dada, Rotella e Hains.